# Cormocephalus amphieurys
Cormocephalus amphieurys är en mångfotingart som först beskrevs av Kohlrausch 1878.  Cormocephalus amphieurys ingår i släktet Cormocephalus och familjen Scolopendridae. Inga underarter finns listade i Catalogue of Life.